# Mistrzostwa Świata w Piłce Nożnej 2026 (baraże interkontynentalne)
W barażach interkontynentalnych do Mistrzostw Świata 2026 weźmie udział sześć zespołów z pięciu kontynentów (Afryka, Ameryka Północna, Ameryka Południowa, Azja i Oceania).

## Format
W barażach weźmie udział 6 zespół, które zajęły odpowiednie miejsca w swoich eliminacjach regionalnych. Zostaną one podzielone na dwie ścieżki. Zwycięzca każdej z nich awansuje na Mistrzostw Świata 2026. Każda ścieżka składa się z dwóch rund. Dwa najwyżej rozstawione zespoły w rankingu FIFA przed startem rozgrywek rozpoczną rywalizację w finale. W półfinale zostaną rozlosowane pary. Zwycięzcy jednego meczu awansują do finału. Tam zmierzą się z rozstawionymi zespołami. Wygrani tych meczów pojadą na Mundial 2026.

## Uczestnicy
| Konfederacja                  | Miejsce w eliminacjach                     | Drużyna        |
| ----------------------------- | ------------------------------------------ | -------------- |
| Afryka (CAF)                  | zwycięzca 2. rundy                         |                |
| Ameryka Południowa (CONMEBOL) | 7. miejsce w eliminacjach                  |                |
| Ameryka Północna (CONCACAF)   | najlepszy zespół z 2. miejsca w 3. rundzie |                |
| Ameryka Północna (CONCACAF)   | drugi zespół z 2. miejsca w 3. rundzie     |                |
| Azja (AFC)                    | zwycięzca barażu kontynentalnego           |                |
| Oceania (OFC)                 | przegrany 3. rundy eliminacji              | Nowa Kaledonia |

## Ścieżka 1
|  |                        |                        |          |                     |  |                     |                     |       |
|  | Półfinał               | Półfinał               | Półfinał |                     |  | Finał               | Finał               | Finał |
|  | Półfinał               | Półfinał               | Półfinał |                     |  | Finał               | Finał               | Finał |
|  |                        |                        |          |                     |  |                     |                     |       |
|  |                        |                        |          |                     |  |                     |                     |       |
|  |                        |                        |          | Rozstawiona drużyna |  |                     |                     |       |
|  |                        |                        |          |                     |  |                     |                     |       |
|  | Nierozstawiona drużyna | Nierozstawiona drużyna |          |                     |  | Zwycięzca półfinału | Zwycięzca półfinału |       |
|  | Nierozstawiona drużyna | Nierozstawiona drużyna |          |                     |  | Zwycięzca półfinału | Zwycięzca półfinału |       |
|  | Nierozstawiona drużyna |                        |          |                     |  |                     |                     |       |
|  |                        |                        |          |                     |  |                     |                     |       |

## Ścieżka 2
|  |                        |                        |          |                     |  |                     |                     |       |
|  | Półfinał               | Półfinał               | Półfinał |                     |  | Finał               | Finał               | Finał |
|  | Półfinał               | Półfinał               | Półfinał |                     |  | Finał               | Finał               | Finał |
|  |                        |                        |          |                     |  |                     |                     |       |
|  |                        |                        |          |                     |  |                     |                     |       |
|  |                        |                        |          | Rozstawiona drużyna |  |                     |                     |       |
|  |                        |                        |          |                     |  |                     |                     |       |
|  | Nierozstawiona drużyna | Nierozstawiona drużyna |          |                     |  | Zwycięzca półfinału | Zwycięzca półfinału |       |
|  | Nierozstawiona drużyna | Nierozstawiona drużyna |          |                     |  | Zwycięzca półfinału | Zwycięzca półfinału |       |
|  | Nierozstawiona drużyna |                        |          |                     |  |                     |                     |       |
|  |                        |                        |          |                     |  |                     |                     |       |